# Gare d'Orthez
La gare d'Orthez est une gare ferroviaire française de la ligne de Toulouse à Bayonne, située sur le territoire de la commune d'Orthez, dans le département des Pyrénées-Atlantiques, en région Nouvelle-Aquitaine.
C'est une gare de la Société nationale des chemins de fer français (SNCF), desservie par le TGV, des trains de grandes lignes et des trains régionaux TER Nouvelle-Aquitaine.

## Situation ferroviaire
Établie à 62 mètres d'altitude, la gare d'Orthez est située au point kilométrique (PK) 255,484 de la ligne de Toulouse à Bayonne, entre les gares ouvertes aux voyageurs d'Artix et de Puyoô.

## Histoire

### Fréquentation
En 2014, selon les estimations de la SNCF, la fréquentation annuelle de la gare était de 159 656 voyageurs. En 2022, ce nombre se portait à 259 468 voyageurs.
| Année                      | 2015    | 2016    | 2017    | 2018    | 2019    | 2020    | 2021    | 2022    | 2023    |
| -------------------------- | ------- | ------- | ------- | ------- | ------- | ------- | ------- | ------- | ------- |
| Voyageurs seuls            | 17 196  | 158 394 | 170 153 | 151 117 | 178 639 | 135 896 | 205 410 | 259 468 | 276 940 |
| Voyageurs et non voyageurs | 214 120 | 197 993 | 212 692 | 188 896 | 223 299 | 169 870 | 256 762 | 324 336 | 346 175 |

## Service des voyageurs

### Accueil
Gare SNCF, elle dispose d'un bâtiment voyageurs, avec guichet, ouvert tous les jours. Elle est équipée d'automates pour l'achat de titres de transport. C'est une gare « Accès Plus » disposant d'aménagements, d'équipements et de services pour les personnes à la mobilité réduite.

### Desserte
Orthez est desservie par le TGV, des trains Intercités et des trains TER Nouvelle-Aquitaine.

### Intermodalité
Un parc à vélos et un parking sont aménagés. Elle est desservie par des bus du réseau XL'R (ligne 28)